# Prada
Prada é uma marca italiana de moda, considerada um símbolo de luxo e status. No início de sua história, a grife era especializada em malas de viagem, bolsas e artigos de couro. Porém, tudo mudou quando a direção de arte da marca passou para as mãos da neta de seu dono, Miuccia Prada, que assumiu os negócios da família em 1978, transformando a Prada numa lançadora de tendências e produtora de "conceitos". A estilista, em sua juventude, participou de movimentos estudantis e quis trazer para suas coleções uma mulher inteligente, bem informada, ousada e inovadora, bem diferente do estilo feminino e sensual pregado pelo seu conterrâneo Gianni Versace.
Logo em seu primeiro desfile de prêt-à-porter, Miuccia causou impacto e ganhou importância. A editora da Vogue americana, Anna Wintour, chegou a declarar que "Prada é o único motivo para alguém assistir à temporada de moda em Milão". Essa grife italiana de luxo também possui outras marcas, como a Miu Miu, voltada para um público mais jovem. A grife foi mencionada em obras como o livro O Diabo Veste Prada, tanto no próprio título quanto nas roupas que os personagens usaram em sua adaptação para o cinema. Também comercializa perfumes em colaboração com a companhia espanhola Puig.

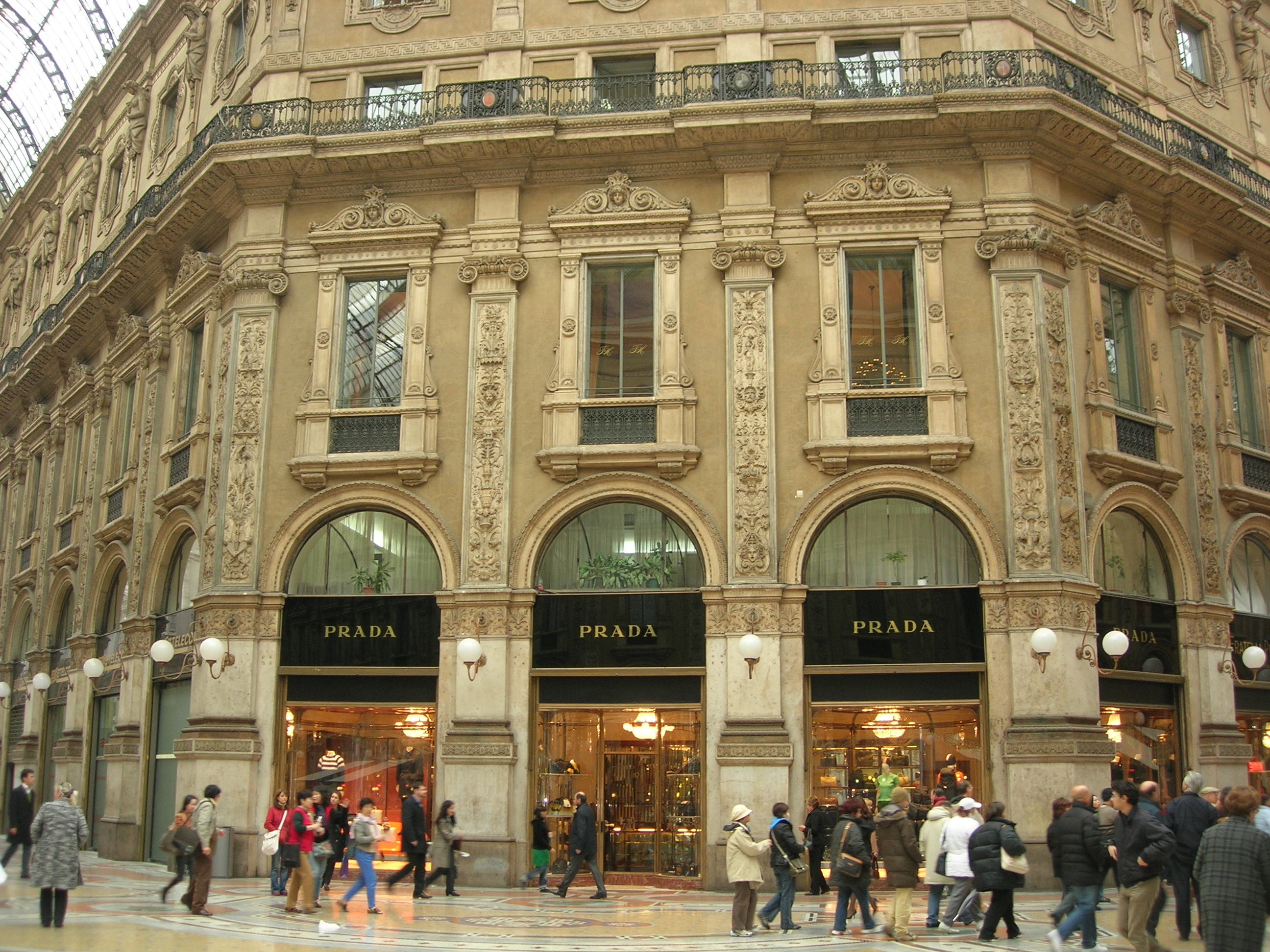
Loja Prada em Milão, na Itália

## Em Portugal
A marca abriu sua primeira loja em Portugal, uma flagship store, em Lisboa, em 17 de Junho de 2010. A loja portuguesa tem 650 m2 dedicados à moda feminina e masculina, divididos por dois andares, sendo Roberto Baciocchi o arquiteto italiano responsável pela decoração, que teve em consideração o lado histórico do edifício, mantendo as colunas de mármore já existentes na estrutura.

## No Brasil
O Brasil é o único país na América do Sul que possui lojas da Prada. São ao todo sete lojas no país:
- São Paulo: Shopping Cidade Jardim, Shopping Iguatemi, Shopping JK Iguatemi;
- Rio de Janeiro: Shopping Village Mall;
- Recife: Shopping RioMar (a maior loja da Prada no Brasil)[7];
- Brasília: Shopping Iguatemi Brasília[8];
- Curitiba: Shopping Patio Batel.